# Bernard Boyer
Bernard Boyer, né le 25 mars 1934 à Orléans (Loiret) et mort le 19 mars 2018 au Beausset (Var), est un ingénieur-concepteur français de voitures de compétition, pilote automobile à ses débuts. Il est principalement connu pour son rôle, chez Matra-Sports, de responsable de la conception de voitures qui ont remporté, entre 1969 et 1974, le championnat du monde de Formule 1 avec la Matra MS80 (1969), le championnat du monde des voitures de sport (en 1973 et 1974) et les 24 heures du Mans (1972,1973,1974) avec la Matra-Simca MS670.

## Biographie

### Jeunesse et carrière de pilote
Né le 25 mars 1934, issu d'une famille de classe moyenne, ses études s’arrêtent avec l'obtention d'un CAP de mécanique automobile et d'un Brevet d'Enseignement Industriel (il pratique le dessin industriel).
En 1952, il effectue des débuts en compétition de motocross et de moto de piste (il participe à trois éditions du Bol d'or, la première en 1956) et effectue son service militaire en tant qu'essayeur-metteur au point chez SAVIEM,. Il passe ensuite à la compétition automobile, avec une inscription à l'école de pilotage de l'AGACI (Association Générale Automobile des Coureurs Indépendants à Montlhéry) puis un engagement, en 1958, en catégorie Monomill, la première formule de promotion. Il remporte sa première victoire en 1959 à Barcelone, puis gagne de nouveau à Pau et est sacré champion Monomill. 
Il réunit des fonds en vendant sa Monomill, dessine rapidement un châssis de Formule Junior, la fait construire avec l'aide de connaissances, notamment de la SIRMAC, et participe à la saison 1960 avec l'appui d'Esso Standard. Il obtient ses premières victoires dans la discipline car la voiture est performante en courbes et en courses de cote. En 1961, il devient champion de France de Formule Junior au volant d'une Lotus de l'écurie Edger (pour « Edouard Germain »). Cependant, conscient que ses talents de pilotes voient leurs limites face aux pilotes qui dominent la discipline, il commence à se consacrer à des activités de préparation des véhicules,.
Il débute comme technicien au Moteur Moderne, sur le projet de participation de CD (Charles Deutsch) aux 24 Heures du Mans, les carrosseries étant montées chez Chappe et Gessalin. Bernard Boyer est chargé de la préparation des moteurs Panhard.
En 1962 et 1963, il dispute les 24 heures du Mans avec Guy Verrier au volant d'une CD-Panhard dont il a amélioré très rapidement la partie châssis et les détails pour assurer de la fiabilité,. L'une des voitures de l'écurie remporte le classement à l'Indice de Performance et une victoire de classe de cylindrée.

### Carrière d'ingénieur
En 1963, remarqué par Jean Rédélé, il entre chez Alpine dans le but de concevoir une voiture devant s'aligner aux 24 heures du Mans l'année suivante ; il ne reste que deux ans chez Alpine, les rapports avec Jean Rédélé étant parfois difficiles.
En 1965, il commence sa carrière chez Matra, firme qu'il ne quittera plus. Après une longue période de léthargie des constructeurs français, Matra affiche des ambitions très fortes de se hisser au plus haut niveau du sport-automobile. Boyer est rapidement promu responsable de la fabrication puis responsable des structures. 
En 1968, il entreprend la conception de la Matra MS80, la nouvelle Formule 1 de la marque. Pour cela, comme sur les précédentes Matra MS10 et MS11, il met en application le principe novateur de coque rivetée, dérivé des méthodes de construction aéronautique, qui est l'activité principale de Matra. Sur les monoplaces, cette technique permet de concevoir une coque légère, rigide, et qui permet sur la MS80 de loger les volumes dédiés aux réservoirs d'essence dans des parties de la coque situées de part et d'autre du pilote. Les châssis et les liaisons aux sol réalisés sous sa responsabilité seront le point fort des Matra, que ce soit en Formule 1 ou en catégorie Sport-Prototypes. La MS80 devient championne du monde de Formule 1 en 1969 aux mains de l'Écossais Jackie Stewart, qui remporte aussi le titre de champion des pilotes.
À partir de 1970, les Formule 1 Matra (MS120) sont moins compétitives, la nouvelle réglementation ne permettant pas d'exploiter au mieux cet arrangement. De plus, Matra étant tombé dans le giron de Simca, l'utilisation du très performant moteur Ford-Cosworth V8, comme sur la MS80, n'est plus possible,. 
Accompagnant la volonté de Jean-Luc Lagardère de gagner les 24 heures du Mans, Boyer dirige la conception d'une lignée de prototypes, dont la Matra MS670 qui s'impose trois fois dans l'épreuve mancelle en 1972,1973 et 1974 et remporte deux fois le titre de champion du monde des voitures de sport en 1973 et 1974. La Matra MS670, voiture ouverte selon le choix ardemment défendu par Bernard Boyer, s'avère être à la fois polyvalente (s'adaptant à des courses de 1000 km et à des épreuves de 24 heures), facile d'exploitation, très efficace et dotée d'une grande qualité de fabrication,.
En 1972, il prend la direction de l'unité Matra Sports située à Signes, dans le Var, à proximité du circuit Paul-Ricard. En 1974, Matra se retire de la compétition après avoir atteint la plupart de ses objectifs. Bernard Boyer, ne souhaitant pas partir chez un autre constructeur pour continuer dans le domaine de la compétition, car cela impliquerait de s'expatrier, préfère entrer à la division Armement de Matra, qui investit le site de Signes ; il y reste jusqu'à son départ en retraite.
En 1997, il revient ponctuellement à des activités de piste en battant cinq records mondiaux de vitesse avec un Racer 500 construit avec Henri Julien, le fondateur de la marque AGS. Enfin, il écrit un ouvrage autobiographique.
Retiré dans le sud de la France, au Beausset, il meurt le 19 mars 2018.

## Qualités et personnalité
Autodidacte pragmatique et passionné de mécanique, travailleur infatigable, de nature discrète mais à forte personnalité, il est aussi qualifié d'intuitif et de rigoureux. Tout au long de sa carrière, il compense l'absence de diplômes élevés par une curiosité, un sens de l'observation et une expérience du terrain. Ses points forts sont d'être capable d'évaluer d'emblée les solutions qui vont fonctionner, et de s'adapter à un travail d'équipe, parfois en surmontant les désaccords pour que tous les intervenants travaillent dans le même sens. Avec Gérard Ducarouge, il joue également un rôle majeur dans le dialogue avec les pilotes pour la mise au point des véhicules.

## Vie privée
Bernard Boyer a été marié à Janine Chappe, la sœur de Charles Chappe, l'un des fondateurs de la marque CG.

## Ouvrage
- Bernard Boyer, Michel Delannoy, Autodidacte et pragmatique, Du CAP au championnat du monde, Nîmes, Éditions du Palmier, Janvier 2008,  (ISBN 9-782-91492-077-3)